# Tiny Toon Adventures
Steven Spielberg Presents Tiny Toon Adventures (ook wel bekend als Tiny Toons) is een Amerikaanse animatieserie gemaakt door de Warner Bros. Animation studio. De serie was een samenwerkingsproject tussen Steven Spielberg en de nieuw herboren Warner Bros. Animation studio. De serie liep 3 seizoenen, met een totaal van 98 afleveringen.

## Plot
De serie speelt zich af in de fictieve stad Acme Acres, waar zich de Acme Looniversity bevindt. Aan deze universiteit trainen bekende Looney Tunes-personages als Bugs Bunny en Daffy Duck de volgende generatie cartoonhelden.
Centraal staat een groep leerlingen aan deze universiteit. Deze groep, de Tiny Toons genaamd, bestaat uit personages die allemaal sterk lijken op jongere versies van de bekende Looney Tunes.

## Personages
Vrijwel alle bekende en minder bekende Looney Tunes-personages komen voor in de serie als leraren aan de Acme Looniversity. Nieuwe personages in de serie zijn:
Buster BunnyEen antropomorf konijn, duidelijk gebaseerd op Bugs Bunny, wie zijn mentor en favoriete leraar is. Buster heeft vooral invloeden van Bugs' coole, berekenende en zelfverzekerde kant van zijn karakter. Buster presenteert zich dan ook als de ster van de serie. Indien nodig is hij avontuurlijk en rustig ingesteld. Hij heeft een blauw-witte vacht, draagt een rood shirt en de bekende witte handschoenen. Buster woont in een hol, dat zich in een oude boomstronk bevindt.
Babs BunnyEen vrouwelijk antropomorf konijn. Hoewel dezelfde achternaam wijzen Buster en Babs er graag op, dat ze geen familie zijn. Ze heeft een roze-witte vacht en draagt meestal een paarse rok en geel shirt. Ze heeft paarse strikjes in haar oren. Babs is vooral gebaseerd op de wildere, spontane kant van Bugs' karakter en staat graag in de belangstelling als ster van de serie. Ze heeft een oogje op Buster. Babs woont in een konijnenhol omgeven door bloemen, waar ook haar enorme familie woont.
Plucky DuckEen antropomorfe eend, duidelijk gebaseerd op Daffy Duck. Hij is vaak hebberig, soms ronduit egoïstisch, en raakt snel opgewonden. Hij doet alles om in de schijnwerper te kunnen staan. Hij zou graag de ster van de serie zijn, al botst dat soms met Buster en Babs. Daarom trekt Plucky vooral veel op met Hamton, die hij vaak als zijn sidekick behandeld. Plucky draagt een wit hemdje over zijn groene veren. Plucky woont in de buurt van een vijver.
Hamton J. PigEen antropomorf varken, gebaseerd op Porky Pig. Hamton heeft een wat rustiger karakter, waardoor Plucky hem vaak als zijn sidekick behandeld. Naast lezen en eten is Hamton vooral bezig met netheid en maakt graag zijn huis schoon. Samen met Plucky, Buster en Babs vormt hij het viertal dat het meest te zien is in de serie en met regelmaat in allerlei avonturen belandt.
Fifi la FumeEen paars-wit stinkdier, gebaseerd op Pepé Le Pew. Net als Pepé is Fifi van Franse komaf, en flirt ze graag met andere personages. Anders dan haar mentor, heeft ze meer controle over haar stinkende geur, waardoor ze niet altijd stinkt. Fifi probeert eveneens vaak tevergeefs haar grote liefde te vinden of veroveren. Hoewel ze daar niet succesvol in is, kent ze beter haar grenzen dan Pepé en wordt soms gekoppeld met Hamton gezien. Ze woont in een oude Cadillac op de vuilnisbelt.
Shirley the loonEen vrouwelijke eend, vaak het vriendinnetje van Plucky. Ze heeft witte veren, een roze shirt en strik in haar blonde haar. Shirley is paranormaal begaafd, waarvoor ze vaak zit te mediteren en beschikt zelfs over enkele magische krachten. Samen met Babs en Fifi vormt ze het meidengroepje binnen Acme looniversity. Tot haar schrik probeert Fowlmouth ook vaak indruk op haar te maken.
Dizzy DevilEen paarse versie van de Tasmanian Devil. Hij heeft tevens twee verschillende kleuren ogen en draagt een geel petje met propeller. Net als Taz houdt hij van eten en eet vrijwel alles. Verder houdt hij van rockmuziek, videogames en stevig feesten. Vreemd genoeg blijkt Dizzy het goed te doen bij de dames. Hij beweegt zich graag voort als levende wervelwind, waardoor hij overal doorheen kan razen. Dizzy woont in een grot.
FowlmouthEen jonge haan, die gebaseerd is op Foghorn Leghorn. Hij dankt zijn naam vooral aan zijn nare gewoonte uit te barsten in vloeken en schelden. Buster weet hem hier grotendeels vanaf te helpen, al blijft hij scherp van tong. Fowlmouth hoopt indruk te kunnen maken op Shirley. Helaas weet Fowlmouth anderen verschrikkelijk te irriteren met zijn eindeloze gepraat.
FurballEen straatkat die het ongeluk lijkt aan te trekken. Zowat alles wat hij doet gaat fout. In tegenstelling tot de meeste karakters, kan Furball meestal niet spreken en fungeert hij vaak als het huisdier van Elmyra. Net als zijn mentor Sylvester, jaagt Furball zonder succes op een kanarie, Sweetie Pie. Als hij niet bij Elmyra is, woont Furball dakloos in een kartonnen doos, ergens in de stad.
Sweety PieEen roze kanarie, met een blauwe strik op haar kop. Lijkt op Tweety, maar is met vlagen een stuk agressiever. Heeft vaak een grote hamer paraat voor wanneer Furball haar probeert te vangen.
GogoEen gestoorde dodo. Mogelijk de enige afstammeling van een Looney Tunes personage, de laatste dodo uit de cartoon Porky in Wackyland. Kan van gedaante veranderen en gedraagt zich vaak compleet uitzinnig. Zijn thuis is Wackyland, een vreemd oord waar niets logisch is en het vreemde als normaal wordt gezien.
Little beeperEen oranjekleurige versie van Road Runner, die door Calamity Coyote wordt bejaagd. Net als zijn mentor is Little Beeper razendsnel en kan hij niet spreken.
Calamity CoyoteEen jonge grijze coyote gebaseerd op Wile E. Coyote. Wanneer Calamity niet achter Little Beeper aanrent, maakt hij verschillende uitvindingen. Net als zijn mentor kan Calamity doorgaans niet spreken en houdt met regelmaat bordjes op, waarop zijn teksten te lezen zijn.
SneezerEen kleine grijze muis met een luier om. Hij is voor vrijwel alles allergisch, wat hem enorme niesbuien geeft.
Concord CondorEen paarse condor, die erg simpel van geest is. Mogelijk nog dommer dan Beaky Buzzard, waarop hij gebaseerd is.

## Vijanden
Minder populaire figuren binnen de groep Tiny Toons. Veroorzaken vaak allerlei problemen.
Elmyra DuffEen jong roodharig meisje met een witte rok en blauw shirt. Een schedeltje in het strikje dat ze op haar hoofd draagt, geeft al een indicatie dat ze niet zo onschuldig is als dat ze lijkt. Ze is gebaseerd op Elmer Fudd, al is ze in tegenstelling tot hem een ware nachtmerrie voor alle dieren! Ze is dol op ze, maar gaat in haar enthousiasme nogal ruw met ze om. Ze is veel te dom en naïef om de gevaarlijke, zelfs dodelijke kant van haar dierenliefde in te zien. Haar huis is dan ook omgeven door kooien en beveiligingsapparatuur om te zorgen dat de dieren niet ontsnappen. Niet levend tenminste...
Montana Maxde antagonist van de serie. Montana Max is een jongen met bruin haar en meestal gekleed in een grijs pak. Zijn karakter lijkt te zijn gebaseerd op Yosemite Sam. Montana Max, ook wel Monty, is erg rijk, verwend en egoïstisch. Alles staat in het teken zijn rijkdom verder te vergroten, waardoor hij vaak met de anderen botst. Montana Max woont in de grote villa, aan de rand van Acme Acres.
Arnold the Pitbulleen grote gespierde witte hond. Hij werkt niet op de Acme Looniversity, maar heeft in de loop van de serie verschillende andere baantjes. Vaak is hij de andere karakters tot last. Spreekt met een Oostenrijks accent, net als Arnold Schwarzenegger, waarop hij een parodie is.
Dr. Gene SplicerEen gestoorde geleerde die graag experimenten op dieren uitvoert.

## Productie
De serie en de primaire personages werden bedacht door Tom Ruegger. Hij was tevens producer en hoofdschrijver van de serie. Verder werkten Jean MacCurdy, producer en tekenaar Alfred Gimeno en schrijver Wayne Kaatz mee aan de ontwikkeling van de serie.
Enkele van de eerste schrijvers voor de serie waren Jim Reardon, Tom Minton, en Eddie Fitzgerald.
Andrea Romano was verantwoordelijk voor de selectie van de stemacteurs. Er werden meer dan een dozijn stemacteurs uitgekozen voor de stemmen van de hoofdpersonages.
Om de serie te kunnen tekenen deed Warner Bros. een beroep op verschillende andere tekenstudio’s, waaronder Tokyo Movie Shinsha (nu bekend als TMS Entertainment), Wang Film Productions, AKOM, Freelance Animators New Zealand, Encore Cartoons, StarToons, en Kennedy Cartoons. Tokyo Movie Shinsha verzorgde ook het introfilmpje voor de serie.
Tiny Toon Adventures werd geproduceerd met een hogere productiestandaard dan andere animatieseries. Zo werden er meer cellen gebruikt per animatie zodat het mogelijk was de personages vloeiender te laten bewegen.
De muziek van de serie werd gespeeld door een volledig orkest. Componist Bruce Broughton schreef de titelsong. Verder werkten meerdere componisten mee aan de muziek voor de losse afleveringen, waaronder Steven Bernstein, Steve Bramson, Don Davis, John Debney, Albert Olson, Richard Stone, Steven James Taylor, Mark Watters, en William Ross.

## Films en speciale afleveringen
Naast de 98 afleveringen telt de serie ook enkele speciale afleveringen. In 1992 verscheen de film Tiny Toon Adventures: How I Spent My Vacation, die ook in het Nederlands vertaald werd onder de naam De Grote Tiny Toon Vakantiefilm. Deze werd later opgesplitst in vier losse afleveringen voor de serie. Verder verschenen de speciale afleveringen Spring Break Special, It's a Wonderful Tiny Toons Christmas Special en Night Ghoulery.

## Tiny Toon Adventures op tv
- Canada - Teletoon
- Nederland - RTL 4, als onderdeel van het programma Telekids
- Verenigd Koninkrijk - Boomerang
- Midden-Oosten - Spacetoon
- Italië - Italia 1, Cartoon Network, Boing
- Australië - Eleven, Cartoon Network, Fox Kids
- Latijns-Amerika - Cartoon Network
- Japan - Cartoon Network
- Hongarije - TV2
- Indonesië - Trans TV, Global TV, Spacetoon
- Europa - Boomerang

## Spin-offs
De serie kreeg twee spin-offs:
- The Plucky Duck Show: een serie die in 1992 werd gemaakt, en geheel draait om het personage Plucky Duck. De serie bestond vrijwel geheel uit gerecyclede Tiny Toons-afleveringen die vrijwel geheel om Plucky draaiden.
- Pinky, Elmyra, and the Brain: een serie uit 1998, met in de hoofdrollen het Tiny Toons personage Elmyra Duff en de Animaniacs-personages Pinky and the Brain.

## Computerspel
Tiny Toon Adventures was een computerspel dat Konami in 1991 uitbracht voor het Nintendo Entertainment System.